# Onze-Lieve-Vrouw-van-Altijddurende-Bijstandkapel (Beegden)
De Onze-Lieve-Vrouw-van-Altijddurende-Bijstandkapel is een kapel in het dorp Beegden in de Nederlandse gemeente Maasgouw. De kapel staat op de hoek van de Kruisstraat met de Heerstraat Zuid.
Op ongeveer 240 meter naar het zuiden bevindt zich de Sint-Servatiuskapel en op ongeveer 350 meter naar het noordoosten bevindt zich de Sint-Annakapel.
De kapel is gewijd aan de heilige Maria, specifiek aan Onze-Lieve-Vrouw van Altijddurende Bijstand.

## Geschiedenis
In 1887 werd de kapel gebouwd.
In 1968 brak men de kapel af om deze in 1983 weer op te bouwen.
Voor 2004 had de kapel een Mariabeeld, maar werd in 2004 vervangen door een reproductie van een icoon.

## Gebouw
De neogotische bakstenen kapel is opgetrokken op een rechthoekig plattegrond en wordt gedekt door een zadeldak met donkere pannen. In de beide zijgevels bevinden zich elk twee spitsboogvensters. De frontgevel is een puntgevel met op de top een metalen kruis. Op de hoeken van de frontgevel bevinden zich hoekpilasters met op de toppen piramidevormige pinakels. In de frontgevel bevindt zich de toegang met smeedijzeren sierhek en erboven een timpaan met daarin de tekst:

O.L. VROUW VAN ALTIJDDURENDE BIJSTAND BID VOOR ONS

Van binnen is de kapel voorzien van schoon metselwerk onder een spits houten gewelf. Tegen de achterwand is het altaar gemetseld. Boven het altaar hangt op de achterwand een smal gordijn waarop een icoon van de Onze-Lieve-Vrouw van Altijddurende Bijstand.